# Entre mujeres (película)
Entre mujeres es una película dirigida por Jonathan Kasdan.

## Argumento
Devastado por la ruptura con su novia Sophia (Elena Anaya), Carter Webb (Adam Brody), un escritor, abandona Los Ángeles y se va a vivir con su abuela (Olympia Dukakis) a un suburbio de Detroit, ya que su abuela piensa que le queda poco tiempo de vida. Pero conocerá a las Hardwicke, una familia que vive justo enfrente, integrada por Sarah Hardwicke (Meg Ryan) y sus dos hijas, Paige (Makenzie Vega), una precoz niña de once años y su hermana mayor Lucy (Kristen Stewart). A través de la relación que Carter mantiene, tanto con esas mujeres como con su abuela, comienza a descubrir lo que le parecía un final, en realidad es tan sólo el comienzo de su aventura.

## Reparto
- Adam Brody  -  Carter Webb

- (Kristen Stewart)  -  Lucy Hardwicke

- (Makenzie Vega)  -  Paige Hardwicke

- (Meg Ryan)  -  Sarah Hardwicke

- (Olympia Dukakis)  -  Carter's Grandmother, Phyllis

- (Elena Anaya)  -  Sofia

- (Clark Gregg)  -  Nelson Hardwicke

- (Ginnifer Goodwin)  -  Janey

- (Adrian Hough)  -  Dr. Whitman

- (Brenda James)  -  Iris

- (Dustin Milligan)  -  Eric Watts

- (Rob Reinis)  -  Avi

- (Danielle Savre)  -  Hayley Duncan

- (Christine Danielle)  -  Connolly Tanya

- Datos: Q1517621